# Parafia św. Kazimierza w Pruszkowie
Parafia Świętego Kazimierza w Pruszkowie – rzymskokatolicka parafia należąca do dekanatu pruszkowskiego, archidiecezji warszawskiej, metropolii warszawskiej Kościoła katolickiego, w Pruszkowie. Obsługiwana przez księży diecezjalnych.

## Historia
Parafia została erygowana w 1913.

### Kościół parafialny
Obecny kościół został zbudowany w latach 1903-1938 według projektu architekta inżyniera Czesława Domaniewskiego w stylu neoromańsko-gotyckim.

## Duszpasterze
Księża posługujący w parafii:
- Proboszcz: ks. prałat Marian Mikołajczak
- Wikariusze:
  - ks. Krzysztof Gołębiewski
  - ks. Jarosław Sawicki
  - ks. Kamil Nowacki
  - ks. Józef Wójcik

- Rezydenci:
  - ks. Marcin Kuciński

## Linki zewnętrzne

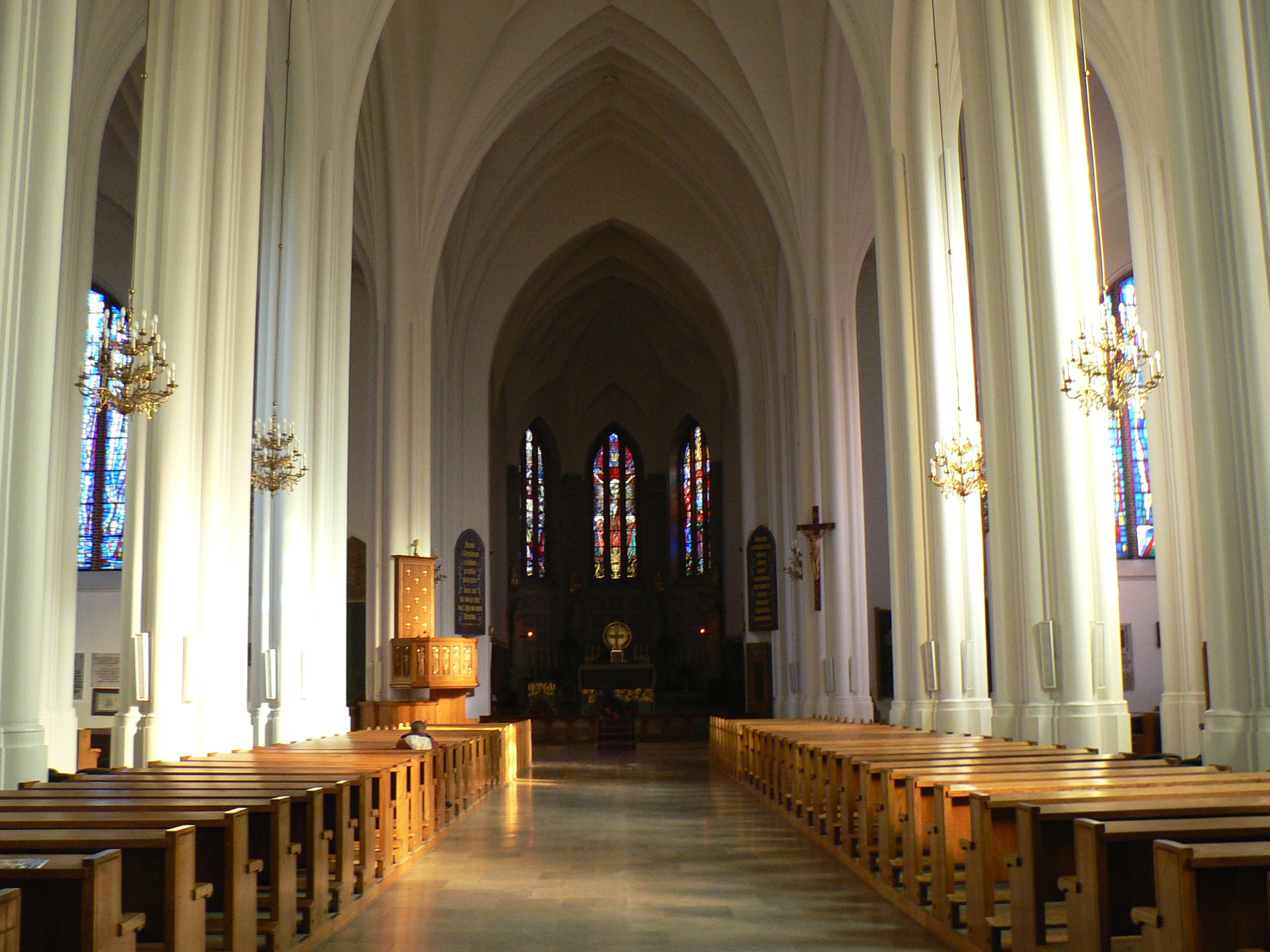
Wnętrze kościoła parafialnego